# 全知者悖论
全知者悖论意为在一些博弈中掌握所有的信息反而对自己不利。
直觉上，在所有博弈中，掌握了较多信息的一方都会比较有优势，但是在胆小鬼博弈中，“全知者”反而处于比较不利的地位。
胆小鬼博弈（英文：The game of chicken），又译懦夫博弈，遊戲邏輯就是「不要命的最大」，是博弈论中一个影响深远的模型。模型中，两名车手同时向对方驱车而行，先转向的一方被耻笑为“胆小鬼”（chicken），让另一方胜出，因此这博弈模型在英文中称为The Game of Chicken（小鸡游戏），但如果双方都拒绝收掣，任由两车相撞，最终双方都可能车毁人亡。
假设某胆小鬼博弈中，A是一个“全知者”，能掌握所有的信息，而B，仅仅知道A是一个全知者。那么A在决策时，可以通过洞悉B的想法来调整自己的决策。B可以有两种策略，一种是在快要撞车前转向，另一种则是坚持不转向。如果B选择在快要撞车前转向，那么自然A他则能够选择不转向，赢得比赛了。所以如果B选择了坚持不转向，那么A因为洞悉到B不会转向，他只好选择转向，让B赢得博弈，避免车毁人亡。B就知道最优策略是选择坚持不转向，并确保自己赢得比赛。掌握更多信息的A反而处于不利的地位。